# Gourbera
Gourbera är en kommun i departementet Landes i regionen Nouvelle-Aquitaine i sydvästra Frankrike. Kommunen ligger i kantonen Dax-Nord som tillhör arrondissementet Dax. År 2022 hade Gourbera 364 invånare.

## Befolkningsutveckling
Antalet invånare i kommunen Gourbera
Referens:INSEE